# Syngonorthus bilineata
Syngonorthus bilineata là một loài bướm đêm trong họ Geometridae.